# Street Fighter Alpha 2
Street Fighter Alpha 2, известная в Японии также как Street Fighter Zero 2 (яп. ストリートファイターZERO 2 Сутори:то Фаита: Дзеро Цу:) — мультиплатформенная видеоигра в жанре файтинга из серии Street Fighter, разработанная и первоначально выпущенная компанией Capcom для аркадной системы CPS-2 в 1996 году. SFA2 — сиквел и одновременно с этим ремейк оригинальной Street Fighter Alpha, вышедшей в 1995 году и вместе с последней является приквелом Street Fighter II и её апдейтов. Игра внесла значительные улучшения по сравнению с оригинальной игрой, в частности новые концовки и уровни персонажей вместе с обновлённой боевой системой.

## Геймплей

### Режимы игры
В целом, режимы игры практически те же, что и в оригинальной SFA, но есть и определённые отличия, в целом касающиеся режима аркадного прохождения (Arcade Mode). Хотя, как и в оригинальной игре, он представляет собой ряд боёв с восемью компьютерными оппонентами (включая финального босса, который может быть различным для каждого оппонента), это число при определённых условиях может возрасти до десяти. Так, каждый боец имеет особого секретного оппонента, который может явится перед битвой с одним из основных оппонентов после достижения определённых требований и предложить игроку сразится с ним, что сопровождает соответствующий диалог. Кроме того, помимо обычного Акумы (который, в отличие от оригинальной игры, доступен для выбора с самого начала), в игре присутствует его усиленная версия — так называемый Истинный Акума (в японских версиях — Истинный Гоки (яп. 真・豪鬼 Син Го:ки)), которая при выполнении определённых условий может появиться перед финальным боем (в отличие от Super Street Fighter II Turbo и оригинальной Street Fighter Alpha, где он выступал альтернативным финальным боссом), чтобы испытать персонажа игрока.

### Боевая система
Структура боевой системы игры аналогична оригинальной SFA. Из оригинальной игры перешли характерные трёхуровневая энергетическая шкала, контратаки из блока (Alpha Counter) воздушный блок и восстановление в нейтральное состояние при падении на землю (Fall Breaking). В Alpha 2 каждый персонаж теперь имеет два вида Alpha Counter, из которых один исполняется нажатием кнопки удара рукой, а другой — нажатием кнопки удара ногой.
Главным же нововведением игры стала включение возможности задействовать режим так называемых случайных комбо (англ. Custom Combo, Original Combo в японской версии), который заменил собой систему цепных комбо из оригинальной игры. Режим может быть активирован, когда энергетическая шкала заполнена более чем на одно деление, и выполняется зажатием трёх кнопок атаки — две рукой и одну ногой, либо наоборот. Игрок, выполняя любые серии базовых и специальных приёмов, может создать случайное комбо за отведённое время, отображаемое в особом таймере над энергетической шкалой. Из всех персонажей возможность цепных комбо сохранили только Гай и Юань, но в ограниченном количестве.

## Персонажи
В Street Fighter Alpha 2 присутствует 18 персонажей, изначально доступных на экране выбора. В их числе тринадцать персонажей (включая Байсона, Акуму и Дэна Хибики), возвратившихся из оригинальной Alpha и пять добавленных. Для всех возвратившихся персонажей были созданы полностью перерисованы уровни и катсцены, а также созданы полностью новые концовки.
Также, в игру включен оригинальный костюм Чунь Ли из Street Fighter II, также как и истинный Акума (усиленная версии обычного Акумы), появляющийся в роли секретного компьютерного противника.
Кроме того, американский релиз аркадной версии содержит ещё трёх дополнительных персонажей — секретные вариации Зангиева и Дальсима, основанные на Street Fighter II': Champion Edition, и злой Рю, альтернативный вариант Рю, использующий в бою способности Акумы.

### Возвратившиеся персонажи
| Персонаж                       | Дебют                         | Уровень                                 | Озвучивающий актёр |
| ------------------------------ | ----------------------------- | --------------------------------------- | ------------------ |
| Рю                             | Street Fighter                | замок Судзаку, Япония                   | Катаси Исидзука    |
| Чунь Ли                        | Street Fighter II             | Пекин, КНР                              | Юко Миямура        |
| Чарли (Нэш в японских версиях) | Street Fighter Alpha          | Детройт, США                            | Тосиюки Морикава   |
| Кен                            | Street Fighter                | бухта Сан-Франциско, США                | Тэцуя Иванага      |
| Гай                            | Final Fight                   | Метро-Сити, США                         | Тэцуя Иванага      |
| Бёрди                          | Street Fighter                | Лондонский метрополитен, Великобритания | Ватару Такаги      |
| Содом                          | Final Fight                   | пустыня в штате Аризона, США            | Ватару Такаги      |
| Адон                           | Street Fighter                | берег реки Чаупхраи, Таиланд            | Ватару Такаги      |
| Роуз                           | Street Fighter Alpha          | порт Генуи, Италия                      | Юко Миямура        |
| Сагат                          | Street Fighter                | руины Аютии, Таиланд                    | Синъитиро Мики     |
| М. Байсон                      | Street Fighter II             | Амазонская сельва, Бразилия             | Томомити Нисимура  |
| Акума                          | Super Street Fighter II Turbo | остров Гокуэнто, Япония                 | Томомити Нисимура  |
| Дэн                            | Street Fighter Alpha          | Храмовая улица, Гонконг                 | Осаму Хосои        |

### Добавленные персонажи
| Персонаж | Дебют                    | Уровень                       | Озвучивающий актёр |
| -------- | ------------------------ | ----------------------------- | ------------------ |
| Зангиев  | Street Fighter II        | Бильский стальной завод, СССР | Ватару Такаги      |
| Далсим   | Street Fighter II        | берег реки Ганг, Индия        | Ёсихару Ямада      |
| Роленто  | Final Fight              | Нью-Йорк, США                 | Дзин Яманои        |
| Юань     | Street Fighter           | Шанхай, КНР                   | Ватару Такаги      |
| Сакура   | первое появление в серии | Сетагая, Токио, Япония        | Юко Самамото       |

## Версии игры

### Аркадные варианты
В Японии, Южной Америке и Азии аркадная версия была выпущена под названием Street Fighter Zero 2. В американский и европейский варианты были включены три дополнительных персонажа, не включенных в японскую — Злой Рю и EX-версии Зангиева и Дальсима.
Позднее Capcom выпустила обновлённую версию версию игры под названием Street Fighter Zero 2 Alpha, в которую были включены EX-версии Рю, Кена, Чунь Ли, Сагата и Байсона, все из которых основаны на Street Fighter II': Champion Edition.  Кроме того, в японском издании апдейта Злой Рю получил собственные концовку и диалоги. Также, была подвергнута ревизии боевая система: Alpha Counter требует заполнения энергетической шкалы до половины для использования, а режим случайных комбо требует для активации одновременного нажатия двух кнопок сильных ударов.

### Версии для домашних платформ
- Оригинальная Alpha 2 была выпущена на приставки PlayStation и Saturn в конце 1996 года. Версия для PlayStation включала аранжированный саундтрек в формате XA-Audio, тогда как версия для Saturn использовала аранжированный саундтрек в потоковом формате ADPCM (в котором аналогичным образом проигрывалась музыка в аркадной версии). В обеих версиях истинный Акума доступен для выбора с помощью особой комбинации, различающейся между версиями (на PlayStation требовалось описать курсором букву Z на экране выбора бойцов, на Saturn — букву X). Также, из обеих портов версия для Saturn единственная, в которой Злой Рю доступен для выбора, а также присутствует арт-галерея и режим выживания. Версия игры для PlayStation была позднее выпущена для сервиса PlayStation Network в 2009 году.
- Версия для SNES также была выпущена в 1996 году. Эта версия версия использовала дополнительный чип S-DD1 в составе картриджа, использовавшийся для декомпрессии изображения «на лету». Несмотря на это, в игре присутствуют подзагрузка данных перед боем и прочими моментами игры, в то время как звуковые данные загружаются на звуковой чип. В отличие от версий на 32-битных приставках, в этой версии отсутствуют секретные персонажи кроме классической Чунь Ли, а истинный Акума доступен только с помощью специального кода через Action Replay. Позднее, эта версия была выпущена для сервиса Virtual Console зимой 2009—2010 годов.
- Версия для Microsoft Windows была выпущена в 1998 году и базировалась на PlayStation-версии, но использовала оригинальный саундтрек аркадной версии в WAV-формате на частоте 22 кГц. В Японии эта версия также продавалась в комплекте с оригинальной Alpha.
- Домашняя версия Street Fighter Zero 2 Alpha была выпущена под названием Street Fighter Alpha 2 Gold в Северной Америке, Street Fighter Alpha 2' (Prime) в Европе и Street Fighter Zero 2' (Dash) в Японии. Игра вышла как часть компиляции Street Fighter Collection, в которую также включены Super Street Fighter II и Super Street Fighter II Turbo. В дополнение к персонажам, включенным во все предыдущие версии игры, туда была включена Кэмми Уайт в костюме из кроссовера X-Men vs. Street Fighter, появляющаяся как секретный персонаж для выбора в режимах Traning и Versus.
- Вышедшая в 2006 году для PlayStation 2 компиляция Street Fighter Anthology включает в себя как версию оригинальной Alpha 2, базирущейся на аркадной версии, так и обновлённую версию Alpha 2 Gold, в которой Кэмми доступна для выбора в аркадном режиме, где имеет собственные сюжетную линию и концовку. Как и прочие игры в компиляции, Alpha 2 имеет помимо трёх основных режимов игры (аркадного, vs. и тренировочного) режимы драматической битвы и боя на выживание. Японская версия компиляции (Street Fighter Zero: Fighters' Generations) включала японские аркадные версии под названием Zero 2 и Zero 2 Alpha, также как и американский релиз игры вместе с обновлённой версией Zero 2'.

## Оценки в игровой прессе
В выпуске журнала Gamest за 30 января 1997 года, Street Fighter Zero 2 была выбрана лучшей игрой 1996 года по версии десятого ежегодного гран-при, также став победителем в номинации на лучший файтинг и заняв 4-е место в номинации на лучшую музыку. В опубликованном списке 50 лучших персонажей видеоигр 1996 года, первое и третье место заняли Дэн Хибики и Сакура Касугано, попавшие на обложку выпуска.